# Pfalz-Sulzbach

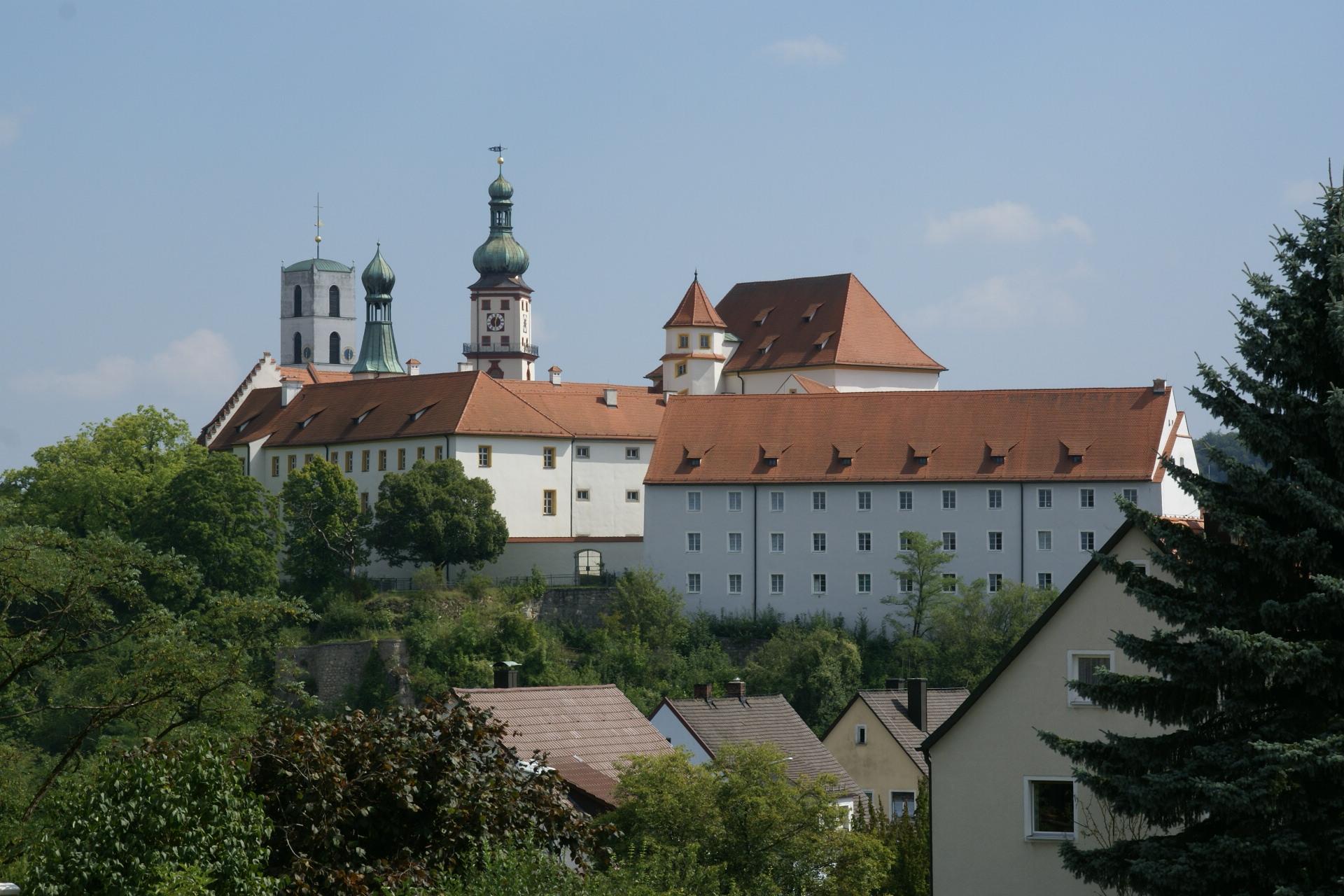
Burg Sulzbach

Die Pfalzgrafschaft Pfalz-Sulzbach, auch als Herzogtum Pfalz-Sulzbach bekannt, war ein selbständiges, reichsunmittelbares Fürstentum des Heiligen Römischen Reiches Deutscher Nation, das durch den Neuburger Hauptvergleich von 1656 aus dem wittelsbachischen Herzogtum Pfalz-Neuburg hervorgegangen war. Es hatte jedoch nie einen Sitz im Fürstenkolleg des Reichstages, da es sich formal nur um eine Nebenlinie der Wittelsbacher handelte, die nie offiziell damit belehnt wurde. Allerdings erhielt der „Kurfürst von der Pfalz“, als Herzog in Baiern, kurz der Kurfürst von Bayern, Maximilian I. Joseph, im Reichsdeputationshauptschluss 1803 für Sulzbach eine eigene Virilstimme im Reichstag.
Das Herzogtum umfasste die Residenzstadt Sulzbach mit dem zugehörigen Landgericht sowie die Herrschaft Breitenstein, das Amt Pleystein (seit 1764), die neuburgische Hälfte am Gemeinschaftsamt Parkstein-Weiden (seit 1714) und das Pflegamt Floß mit dem Gericht Vohenstrauß. Die Gesamtfläche betrug etwa 1500 km².

## Geschichte
Das Geschlecht der Grafen von Sulzbach, das im 11. und 12. Jahrhundert einflussreich und mächtig war, starb 1188 aus, womit deren Besitz zum Großteil an die Wittelsbacher fiel. Sulzbach wurde ab 1505 Teil der Jungen Pfalz. Nachdem Pfalzgraf Ottheinrich I. von Neuburg die Kurpfalz geerbt hatte, trat er das Neuburger und Sulzbacher Gebiet im Heidelberger Sukzessionsvertrag von 1557 an Wolfgang von Pfalz-Zweibrücken ab. Wolfgang gab Sulzbach zunächst als Paragium an seinen Sohn, den Pfalzgrafen Ottheinrich II., der ab 1582 im hiesigen Schloss residierte. Nachdem dieser 1604 ohne Erben gestorben war, fiel Sulzbach zurück an Wolfgangs ältesten Sohn, den Begründer der neueren Neuburger Linie, Philipp Ludwig. Mit dessen Tod 1614 wurde Sulzbach abermals als Paragium, diesmal für Philipp Ludwigs jüngeren Sohn, Pfalzgraf August, abgetrennt, verblieb jedoch unter der Oberhoheit der Hauptlinie. Sein Sohn Christian August erlangte im Neuburger Hauptvergleich von 1656 als Herzog die Souveränität Pfalz-Sulzbachs und konvertierte zum katholischen Glauben, während die Untertanen der Residenzstadt und des westlichen Teils des Herzogtums überwiegend protestantisch blieb.
1742 starb die Hauptlinie der Neuburger Pfalzgrafen aus, wodurch der Zweig Sulzbach mit Karl Theodor die Nachfolge dort antrat. 1777 wurden auch die bayerischen Wittelsbacher beerbt, so dass unter Karl Theodor die großen wittelsbachischen Länder Pfalz und Bayern zum ersten Mal seit Jahrhunderten wieder vereinigt waren. Nach dem Aussterben der Linie Sulzbach 1799 fielen deren Territorien an Pfalz-Birkenfeld-Bischweiler-Zweibrücken.
Das Herzogtum Pfalz-Neuburg/Sulzbach wurde 1808 aufgehoben und ging im neuen Königreich Bayern auf. Bei der Landeseinteilung Bayerns 1837 wurde Neuburg mit Schwaben zu einem Regierungsbezirk (Kreis) zusammengeschlossen.

## Territorium
Das Fürstentum Pfalz-Sulzbach erstreckte sich im heutigen Regierungsbezirk Oberpfalz vom Gebiet der ehemaligen Reichsstadt Nürnberg im Westen bis zur Grenze des Königreichs Böhmen im Osten. Es wurde wiederholt von auswärtigem Territorium unterbrochen, unter anderem von dem zum Hochstift Bamberg gehörenden Amt Vilseck. Bei seiner Gründung 1615 bestand es aus den drei Ämtern Sulzbach, Flossenbürg, Vohenstrauß und einem Anteil am Gemeinschaftsamt Parkstein-Weiden (einer sog. Halbscheid). Es umfasste somit die nördlichen Territorien des Herzogtums Pfalz-Neuburg. 1714 konnte die zweite Halbscheid des Amtes Parkstein-Weiden von Pfalz-Neuburg erworben werden. 1765 wurde das Pflegamt Pleystein dem Fürstentum Pfalz-Sulzbach eingegliedert. Im Jahr 1802, unmittelbar vor ihrem Aufgehen in die neuen bayerischen Landgerichte, hatten diese fünf Sulzbacher Ämter eine Bevölkerung von zusammen 31.170 Einwohnern.

Pfalz-Sulzbach 1789

### Ämter
- Flossenbürg
- Floß
- Vohenstrauß

## Bedeutung
Die Pfalzgrafen von Neuburg erlangten trotz ihres in Altbayern, Schwaben, der Oberpfalz und Franken zerstreut liegenden kleinen Territoriums europäische Bedeutung, da sie es verstanden, mit den mächtigsten europäischen Fürstenhäusern verwandtschaftliche Beziehungen zu knüpfen. Durch Erbe fielen ihnen 1609/14 die reichen niederrheinischen Länder des Herzogtums Jülich und Berg zu, 1685 auch die Kurpfalz. 1742 starb die Hauptlinie der Neuburger Pfalzgrafen aus. Der Zweig Sulzbach des Hauses Neuburg trat die Nachfolge an und beerbte 1777 sogar die verwandten bayerischen Kurfürsten, so dass unter Pfalz-Sulzbach die großen wittelsbachischen Länder vereinigt wurden.

## Pfalzgrafen und Herzöge von Pfalz-Sulzbach
- 1569–1604 Otto Heinrich
- 1604–1614 Philipp Ludwig
- 1614–1632 August

Pfalzgraf Christian August von Pfalz-Sulzbach mit Pfalzgrafenstab. Rechts unten das Wappen von Pfalz-Sulzbach

- 1632–1708 Christian August (seit 1656 unabhängig von Pfalz-Neuburg), seit 1656 katholisch
- 1708–1732 Theodor Eustach
- 1732–1733 Johann Christian Joseph
- 1733–1799 Karl Theodor, Kurfürst von der Pfalz (als Karl IV. Philipp Theodor) und zu Pfalzbayern (als Karl II. Philipp Theodor)
- 1799–1808 Maximilian Joseph, Kurfürst zu Pfalzbayern (als Maximilian IV. Joseph) und erster König von Bayern (als Maximilian I. Joseph)

## Weitere Familienmitglieder
- Amalia Maria Therese von Pfalz-Sulzbach (1651–1721), Prinzessin aus dem Haus Wittelsbach und Karmelitin
- Elisabeth Auguste von Pfalz-Sulzbach (1721–1794), durch Heirat Kurfürstin von der Pfalz und von Bayern
- Ernestine Theodora von Pfalz-Sulzbach (1697–1775), Priorin des Karmelitinnenkloster Neuburg
- Franziska Christine von Pfalz-Sulzbach (1696–1776), Fürstäbtissin des Stiftes Essen
- Hedwig von Pfalz-Sulzbach (1650–1681), Erzherzogin von Österreich; Herzogin von Sachsen-Lauenburg
- Johann Ludwig von Pfalz-Sulzbach (1625–1649), schwedischer General im Dreißigjährigen Krieg
- Joseph Karl von Pfalz-Sulzbach (1694–1729), Erbprinz von Pfalz-Sulzbach
- Maria Anna Amalia Auguste von Pfalz-Sulzbach (1693–1762), Prinzessin aus dem Haus Wittelsbach, Karmelitin und Priorin
- Philipp Florinus von Pfalz-Sulzbach (1630–1703), Pfalzgraf von der Pfalz und Kaiserlicher Generalfeldmarschall